# Ascenso Simões
Ascenso Luís Seixas Simões (Vila Real, 3 de maio de 1963) é um político português. Foi deputado à Assembleia da República nas IX, X, XIII e XIV legislaturas pelo Partido Socialista. Possui um mestrado em Gestão, uma licenciatura em Ciências Empresariais e um bacharelato em Administração Autárquica.
Aderiu ao PS em 1978 e foi eleito líder da Federação Distrital da JS de Vila Real em 1982. 20 anos após este salto político, segundo chegaria em 2002, altura em que foi eleito deputado socialista.

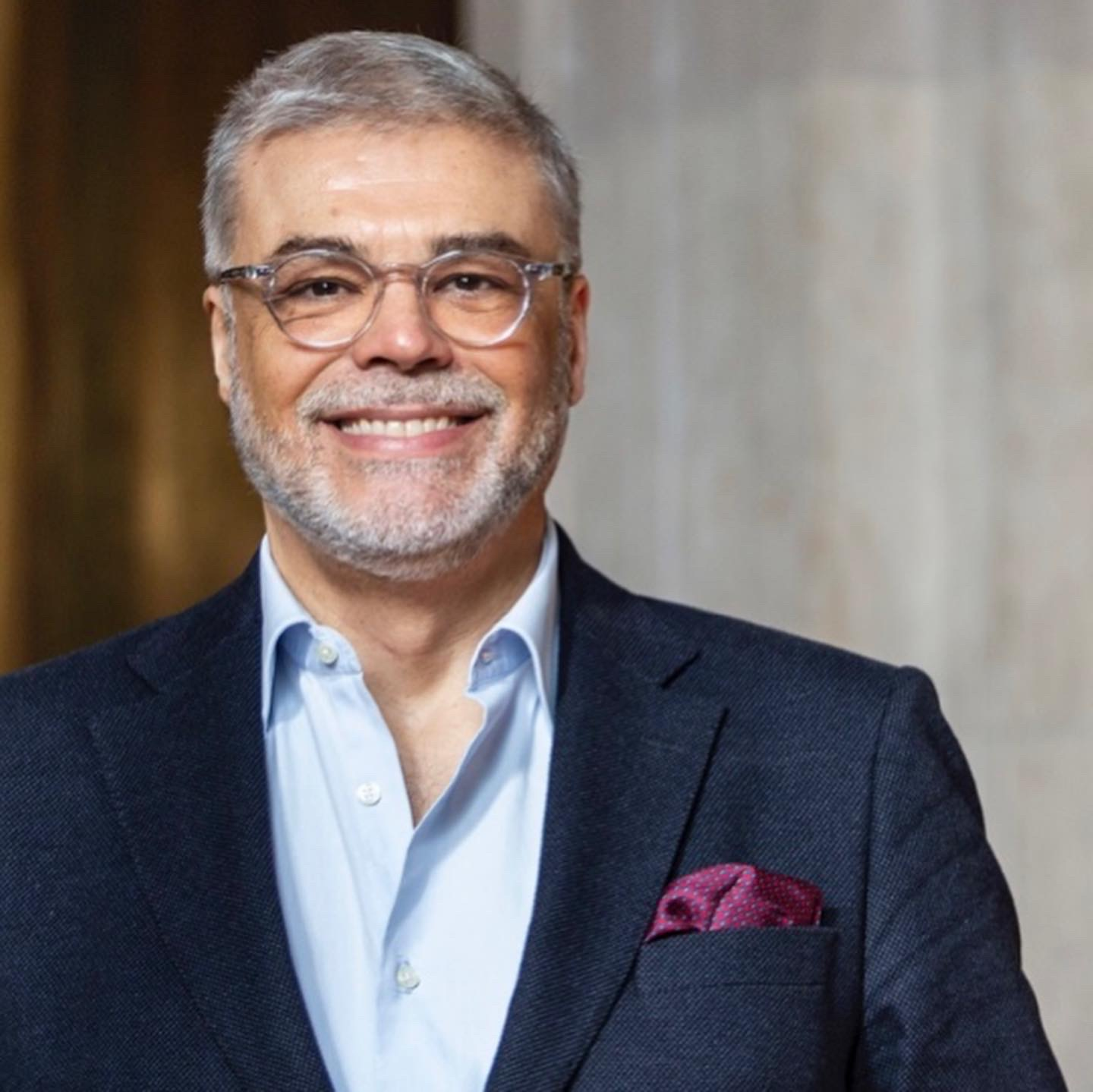

Fez parte do conselho de administração da ERSE – Entidade Reguladora dos Serviços Energéticos, passou por várias secretarias de Estado (como da Proteção Civil ou a da Administração Interna), 
Ao longo da sua carreira esteve envolto em diversas polémicas, entre as quais quando defendeu a demolição do Padrão dos Descobrimentos, que deveria ter havido mais "sangue" na revolução de 25 de Abril, e pelo uso que faz da rede social Twitter.
Em julho de 2022, Ascenso Simões foi condenado a oito meses de prisão, pena suspensa, e a uma multa de 900 euros, por ter agredido e insultado um agente da PSP, em setembro de 2020. A suspensão da pena estava condicionada ao pagamento de 300 euros por mês até atingir os 1500 euros de uma indemnização a que também foi condenado. Em 2023 o Tribunal da Relação anulou o julgamento e mandou-o regressar à primeira instância. Em 2024 o mesmo Tribunal da Relação absolve-o do crime em que estava acusado.
Retirou-se do parlamento em março de 2022 e regressou à sua atividade profissional. Sempre disse que não queria morrer político.